# André Hennicke

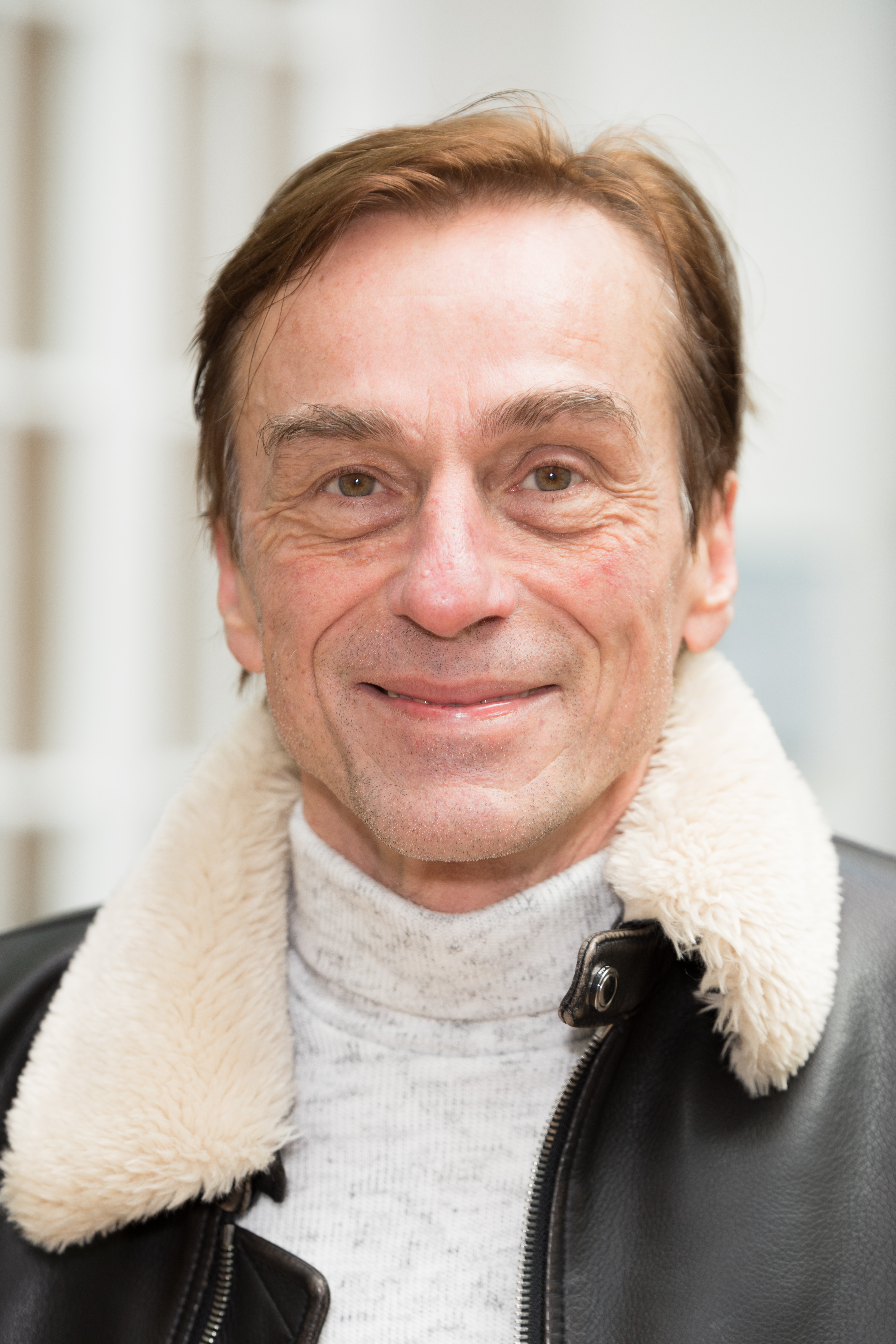
André M. Hennicke, 2018

André Martin Hennicke (* 21. September 1958 in Steinheidel-Erlabrunn, Bezirk Karl-Marx-Stadt) ist ein deutscher Schauspieler, Produzent sowie Drehbuch- und Romanautor. Seinen Durchbruch hatte er 1988 als Theaterschauspieler Mark Löwenthal in dem DEFA-Spielfilm Die Schauspielerin. Er spielte in etlichen Theaterinszenierungen und bislang in über 170 Film- und Fernsehproduktionen mit.

## Leben

### Herkunft und Ausbildung
André Hennicke wurde als Sohn des Feuerwehrmanns Martin Hennicke (1932–1993) und seiner Frau Elvira, geb. Brantin (1932–2014), einer Hutmacherin, in Steinheidel-Erlabrunn im Erzgebirge geboren und wuchs mit seinen drei älteren Schwestern in Johanngeorgenstadt auf. Sein chronisch kranker Vater war später Stadtrat in Johanngeorgenstadt. Hennicke beendete seine Schulausbildung mit dem Abschluss der 10. Klasse und arbeitete danach als Heizer in einem Blockheizkraftwerk. Nachdem er den Wehrdienst bei der Nationalen Volksarmee absolviert hatte, war er als Maurer tätig. 1978 bewarb er sich an der Grafikschule in Berlin-Schöneweide, wurde dort aber wegen seiner Rot-Grün-Sehschwäche abgelehnt. Da Hennicke künstlerisch tätig sein wollte, sprach er an der Hochschule für Film und Fernsehen „Konrad Wolf“ in Potsdam-Babelsberg vor, wo er schließlich angenommen wurde und von 1980 bis 1984 sein Studium aufnahm.

### Privates
Seit 1981 lebt Hennicke in Berlin-Friedrichshain.

## Karriere
Nach dem Schauspielstudium erhielt Hennicke ein dreijähriges Engagement an der Neuen Bühne Senftenberg, wo er in klassischen Bühneninszenierungen von Johann Wolfgang von Goethe und Moliere spielte. In dieser Zeit schrieb er auch Märchenadaptionen für das Theater und Hörspiele.
1984 gab er als Nebendarsteller in Iris Gusners Dramödie Kaskade rückwärts sein Filmdebüt. Ein Jahr später spielte er einen Arbeiter in der DEFA-Romanverfilmung Junge Leute in der Stadt. Seinen Durchbruch hatte Hennicke 1988 an der Seite von Corinna Harfouch als Theaterschauspieler Mark Löwenthal in dem DEFA-Spielfilm Die Schauspielerin. Diese Rolle brachte ihm 1989 den Kunstpreis des FDGB ein.
Nach der Wende gründete Hennicke das Restaurant Skales und den Jazzclub b-flat in Berlin. Er war in einigen Produktionen auf der Kinoleinwand und im Fernsehen zu sehen. Er übernahm wiederholt Gastauftritte, u. a. in Polizeiruf 110, Ein starkes Team, Ein Fall für zwei, Tatort, Bella Block, Wolffs Revier, KDD – Kriminaldauerdienst, Kommissar Stolberg, Der Kriminalist, Alarm für Cobra 11 – Die Autobahnpolizei, Kommissarin Lucas, Solo für Weiss und Der Staatsanwalt mit. In Christian Petzolds Fernseh-Thriller Toter Mann war er 2001 neben Nina Hoss als Anwalt Thomas Richter in der Hauptrolle zu sehen und wurde für seine dortige schauspielerische Leistung mit dem Deutschen Fernsehpreis 2002 in der Kategorie Bester Schauspieler Hauptrolle ausgezeichnet. In Oliver Hirschbiegels oscarprämierten Kriegsfilm Der Untergang verkörperte er 2004 den SS-Brigadeführer und Generalmajor Wilhelm Mohnke. 2005 spielte er den Volksgerichtshofpräsidenten Roland Freisler in Sophie Scholl – Die letzten Tage. Für die ARD-Produktion Der Teufel mit den drei goldenen Haaren aus der Filmreihe Sechs auf einen Streich übernahm er 2013 die Titelrolle an der Seite von Christine Schorn, die die Großmutter des Teufels spielte. Im September 2016 war er auf dem Internationalen Filmfest Oldenburg in der Rolle des ehemaligen Pornodarstellers Udo Ochsenschwanz, der in einem Sex-Schuppen als Gorilla verkleidet auftritt und der leibliche Vater der 17-jährigen Hauptprotagonistin Lucy (Gloria Endres de Oliveira) ist, in dem Fernsehfilm Strawberry Bubblegums zu sehen und wurde für seine Leistung mit dem Seymour Cassel Award als „bester Darsteller“ ausgezeichnet.
2016 spielte er bei den Bad Hersfelder Festspielen in Dieter Wedels Inszenierung Hexenjagd den strengen Richter.
Hennicke verfasste neben seiner Arbeit auf der Bühne und hinter der Kamera auch mehrere Drehbücher, darunter Die Brut der schönen Seele (1992) und die beiden Polizeiruf-110-Folgen Blue Dream – Tod im Regen (1993) und Keine Liebe, kein Leben (1994), in denen er selbst auch als Schauspieler mitspielte. 1997 produzierte er den Film Knockin’ on Heaven’s Door mit Til Schweiger in der Hauptrolle. Im September 2010 veröffentlichte er mit Der Zugriff seinen ersten Roman als Buchautor.
Hennicke ist zudem Geschäftsführer der Produktionsfirma Spreegold-Film GmbH mit Sitz in Berlin.

## Filmografie

### Kino
- 1984: Kaskade rückwärts
- 1985: Junge Leute in der Stadt
- 1987: Dschungelzeit
- 1988: Die Schauspielerin
- 1989: Der Magdalenenbaum
- 1989: Spuren (Sprecher)
- 1990: Rückkehr aus der Wüste
- 1990: Biologie!
- 1990: Die Rückkehr aus der Wüste
- 1990: Letztes aus der Da Da eR
- 1991: Zwischen Pankow und Zehlendorf
- 1991: Der Strass
- 1991: Der Besucher
- 1992: Miraculi
- 1992: Donusa
- 1992: Der Besucher
- 1993: Novalis – Die blaue Blume
- 1994: Sunny Point
- 1999: Schnee in der Neujahrsnacht
- 2000: Falling Rocks
- 2000: Kalt ist der Abendhauch
- 2001: Unbesiegbar (Invincible)
- 2001: So weit die Füße tragen
- 2003: Der alte Affe Angst
- 2003: hamlet X
- 2004: Der Untergang
- 2005: Sophie Scholl – Die letzten Tage
- 2005: Antikörper
- 2006: Der freie Wille
- 2006: Winterreise
- 2006: Body Rice
- 2007: Eduart
- 2007: In memoria di me
- 2007: Jugend ohne Jugend (Youth Without Youth)
- 2007: Die Schatzinsel
- 2008: Jerichow
- 2008: Buddenbrooks
- 2009: Polar (Kurzfilm)
- 2009: Mitte Ende August
- 2009: Effi Briest
- 2009: Die Gräfin
- 2009: Pandorum
- 2009: Die Entbehrlichen
- 2010: Henri 4
- 2010: Der Albaner
- 2011: The Theatre Bizarre (Episode I Love You)
- 2011: Eine dunkle Begierde (A Dangerous Method)
- 2011: Zimmer 205
- 2012: Die Vermissten
- 2012: Continuity (Kurzfilm)
- 2013: Harms
- 2014: The ABCs of Death 2
- 2015: Victoria
- 2015: Buddha’s Little Finger
- 2015: Unser letzter Sommer
- 2015: Die dunkle Seite des Mondes
- 2015: Solness
- 2016: Jonathan
- 2016: Frauen
- 2016: Volt
- 2016: Das kalte Herz
- 2017: Die besonderen Fähigkeiten des Herrn Mahler (Kurzfilm)
- 2017: Der Mann aus dem Eis
- 2017: S.U.M.1
- 2018: So viel Zeit
- 2019: Das Leben meiner Tochter
- 2020: Narziss und Goldmund
- 2020: Enfant Terrible
- 2021: Das Mädchen und die Spinne
- 2022: 4 Tage bis zur Ewigkeit
- 2023: Treasure – Familie ist ein fremdes Land
- 2023: Finalmente l’alba
- 2024: Die Ermittlung

### Fernsehen

#### Fernsehfilme
- 1987: Bebel und Bismarck (Dreiteiler)
- 1989: Die gestundete Zeit
- 1992: Die Brut der schönen Seele (auch Drehbuch)
- 1993: Doberstein
- 1994: Lemgo
- 1997: Verspielte Nächte
- 2000: Der gerechte Richter
- 2001: Toter Mann
- 2001: Absturz in die Todeszone
- 2003: Zwei Tage Hoffnung
- 2004: Die Kirschenkönigin (Dreiteiler)
- 2005: Speer und Er (Dreiteiler)
- 2006: Tod einer Freundin
- 2008: Das Wunder von Berlin
- 2009: Romeo und Jutta
- 2009: Faktor 8 – Der Tag ist gekommen
- 2010: Die Auflehnung
- 2011: Die Schatten, die dich holen
- 2011: Der Eisenhans
- 2012: Bankraub für Anfänger
- 2012: Die Tore der Welt (Mehrteiler)
- 2012: Deckname Luna (Zweiteiler)
- 2013: Der Teufel mit den drei goldenen Haaren
- 2014: Die Spiegel-Affäre
- 2015: Meine Tochter Anne Frank
- 2016: Ein gefährliches Angebot
- 2016: Strawberry Bubblegums
- 2016: Wir sind die Rosinskis
- 2016: Spuren der Rache (Zweiteiler)
- 2016: Die Opfer – Vergesst mich nicht (2. Teil der Trilogie Mitten in Deutschland: NSU)
- 2019: Gloria, die schönste Kuh meiner Schwester
- 2019: Wendezeit
- 2020: Meister des Todes 2

#### Fernsehserien und -reihen
- 1990: Der Staatsanwalt hat das Wort: Robert und seine Schwestern
- 1991: Polizeiruf 110: Der Riß
- 1993: Polizeiruf 110: Blue Dream – Tod im Regen (auch Drehbuch)
- 1994: Ein starkes Team: Gemischtes Doppel
- 1994: Ein Fall für zwei (Folge Schuss ins Herz)
- 1994: Polizeiruf 110: Keine Liebe, kein Leben (auch Drehbuch)
- 1995: Tatort: Bienzle und der Mord im Park
- 1996: Die Straßen von Berlin (Folge Die letzte Fahrt der Ashanti Star)
- 1996: Tatort: Buntes Wasser
- 1997: Tatort: Inflagranti
- 1997: Alarm für Cobra 11 – Die Autobahnpolizei
- 1997: Verschollen in Thailand (10 Folgen)
- 1998: Wolffs Revier (Folge Im Namen des Vaters)
- 1999: Bella Block: Geflüsterte Morde
- 2000: Tatort: Blüten aus Werder
- 2001: Die Männer vom K3 (Folge Tödliches Spiel)
- 2002: Tatort: 1000 Tode
- 2006: Bella Block: Blackout
- 2007: Wilsberg: Die Wiedertäufer
- 2007–2008: KDD – Kriminaldauerdienst (4 Folgen)
- 2007–2008: GSG 9 – Ihr Einsatz ist ihr Leben (25 Folgen)
- 2008: Kommissar Stolberg (Folge Gespenster)
- 2009: Der Kriminalist (Folge Die Kronzeugin)
- 2009: Last Impact – Der Einschlag (Impact) (1 Folge)
- 2009: Küstenwache (Folge Blutsbrüder)
- 2009: Lasko – Die Faust Gottes (4 Folgen)
- 2010: Alarm für Cobra 11 – Die Autobahnpolizei (Folge Codename Tiger)
- 2010: Kommissar Stolberg (Folge Nachtgestalten)
- 2011: Der Kriminalist (Folge Zwischen den Fronten)
- 2011: Ein Fall für zwei (Folge Der Fall Matula)
- 2011: Tatort: Rendezvous mit dem Tod
- 2012: Tatort: Wegwerfmädchen
- 2012: Tatort: Das goldene Band
- 2012: Ein starkes Team: Schöner Wohnen
- 2012: Kommissarin Lucas – Die sieben Gesichter der Furcht
- 2012: Spreewaldkrimi: Eine tödliche Legende
- 2013: SOKO Stuttgart (Folge Das Wunder von Stuttgart)
- 2014: Tatort: Kaltstart
- 2015: Stralsund: Kreuzfeuer
- 2015: Die Chefin (Folge Todesurteil)
- 2016: Dengler: Am zwölften Tag
- 2017: Kommissar Marthaler – Die Sterntaler-Verschwörung
- 2017: Tatort: Fangschuss
- 2018: Tatort: Ich töte niemand
- 2018: Solo für Weiss – Es ist nicht vorbei
- 2019: Tatort: Hüter der Schwelle
- 2021: Der Staatsanwalt (Folge Gelöscht)
- 2021: Ein Fall für zwei (Folge Entgleist)
- 2021: Ein starkes Team: Verdammt lang her (Fernsehreihe)
- seit 2022: Der König von Palma (Fernsehserie)
- 2022: Das Boot (Fernsehserie)
- 2023: Die Heiland – Wir sind Anwalt (Folge Im Rampenlicht)
- 2024: Oderbruch

## Hörspiele
- 2016: Hool von Philipp Winkler (2 Teile) – Regie: Gerrit Booms, WDR
- 2017: Nationalstraße von Jaroslav Rudiš – Regie: Martin Becker, WDR
- 2022: Der Ring des Nibelungen von Richard Wagner (16 Folgen) – Regie: Regine Ahrem, Peter Avar, rbb[10]
- 2023: Boudicca. Die Keltenkriegerin von Anne-M. Keßel (8 Folgen) – Regie: Martin Zylka, WDR[11]

## Auszeichnungen
- 1989: Kunstpreis des FDGB für Die Schauspielerin
- 2002: Deutscher Fernsehpreis in der Kategorie Bester Schauspieler Hauptrolle für Toter Mann
- 2016: Seymour Cassel Award Bester Darsteller für Strawberry Bubblegums
- 2017: Killer Performance Männlich der Genrenale5 für Die besonderen Fähigkeiten des Herrn Mahler[12]

## Bibliografie
- 2010: Der Zugriff. Gollenstein, Blieskastel 2010, ISBN 978-3-938823-74-3.